# Le Parfum de la dame en noir (film, 1949)
Pour les articles homonymes, voir Le Parfum de la dame en noir.
Pour plus de détails, voir Fiche technique et Distribution.
Le Parfum de la dame en noir est un film réalisé par Louis Daquin en 1949, inspiré du roman éponyme de Gaston Leroux.

## Synopsis
Un an après l'affaire de la chambre jaune, Mathilde Stangerson, dont le père, le professeur Stangerson est décédé et s'apprête à épouser l'ancien assistant de celui-ci, Robert Darzac, se sent menacée et refait appel au journaliste Rouletabille car elle est persuadée que son mari le gangster Bellmayer, alias Larsan est toujours en vie : elle vient de recevoir un flacon de parfum pour leur anniversaire de mariage.

## Fiche technique
- Réalisation : Louis Daquin
- Scénario : Jean Ferry et Vladimir Pozner, d'après le roman de Gaston Leroux
- Assistant réalisateur : Stellio Lorenzi
- Directeur de la Photographie : André Bac
- Musique : Jean Wiener
- Décors : Max Douy
- Son : Fernand Janisse
- Montage : Claude Nicole
- Production : Alcina
- Directeur de production : Louis Wipf
- Année : 1949
- Genre : Policier
- Pays :  France
- Durée : 1h35
- Tourné en noir et blanc
- Date : 5 octobre 1949 (France)

## Distribution
- Serge Reggiani : Rouletabille, le jeune journaliste, détective
- Hélène Perdrière : Mathilde Stangerson
- Lucien Nat : Robert Darzac
- Michel Piccoli : Lebel
- Gaston Modot : Mathieu
- Marcel Herrand : Larsan
- Jean Carmet : Le garagiste
- Jean Mercure : le juge d'instruction
- Mona Dol : Madame Baptiste
- Jean-Pierre Grenier : Croizy
- Pierre Latour : Le brigadier
- Frédéric O'Brady : Max
- Fernand René : Le clochard
- Catherine Monot
- Loleh Bellon : La bonne
- Arthur Devère : Le père Jacques
- Yvette Étiévant: Une fille à la soirée chez Rouletabille
- Olivier Hussenot : Un fou
- Robert Moor : Un homme à la soirée chez Rouletabille
- Célia Cortez
- Louis Bugette : Un infirmier de l'hôpital
- Edmond Tamiz : comme Tamiz
- René Raymond
- François Thierry
- Guy Pascal
- Jean Despeaux : L'ancien boxeur interné
- Charles Bayard : Le fou qui se prend pour un président